# Несокрушимый (фильм)
«Несокрушимый» — российский драматический военный фильм 2018 года режиссёра Константина Максимова.
В главных ролях: Андрей Чернышов, Владимир Епифанцев, Ольга Погодина и Сергей Горобченко.
В России фильм вышел 25 октября 2018.
Телевизионная премьера фильма состоялась 18 января 2019 года на Первом канале.

## Сюжет
В основе фильма лежит реальная история подвига экипажа советского танка КВ-1 под командованием Семёна Коновалова, 13 июля 1942 года принявшего неравный бой, в районе хутора Нижнемитякин Тарасовского района Ростовской области, и уничтожившего 16 танков, 2 бронемашины и 8 автомашин с живой силой противника.

## История создания
Съёмки фильма (под рабочим названием «Танкисты») начались 15 сентября 2016 года в Можайском районе Московской области и проходили при поддержке Министерства культуры РФ и Российского военно-исторического общества.
В фильме активно применялись компьютерные спецэффекты. Более 150 планов с компьютерной графикой были созданы Российской студией CARBONCORE-vfx.
Одну из песен саундтрека к фильму записал Гарик Сукачёв.

## Критика
Фильм не воспроизводит подлинной истории подвига Семёна Коновалова. Суть реального подвига Коновалова была в том, что он обстреливал вражеские машины с лесополосы из засады, постоянно меняя позицию, чтобы немцы думали будто бы советских танков много, ибо самого КВ-1 изначально не было видно.
В фильме содержится большое количество нестыковок, связанных с подлинной историей подвига Коновалова и прочие исторические неточности. Так, например, в фильме присутствует военная техника, не соответствующая периоду описываемых событий: бутафорно-макетированные машины, стилизованные под немецкие танки PzKpfw IVH, которые на самом деле появились на год позже действия фильма (в 1943 году), и советские танки Т-34-85, появившиеся только в 1944 году. Соответствующие оценки фильм получил и со стороны критиков.
- Обозреватель газеты «Аргументы и факты» Андрей Сидорчик так охарактеризовал фильм: «Такое ощущение, что авторы, сосредоточившись на технической стороне вопроса, забыли о том, что в фильме ещё должны быть живые люди, чьи истории и заставляют зрителя сопереживать происходящему»[10].

- Андрей Архангельский (журнал Огонёк), отдавая должное технической стороне картины, отметил, что надуманная любовная линия и перевирание реальных событий превращает ленту в водевиль: «Правда на войне всегда оказывается интереснее выдумки — если это слово тут применимо. Из-за ложно понятого патриотизма авторы вынуждены придумывать заново обстоятельства подвига, и из-за этого даже правдивый подвиг выглядит неубедительно. Болезненное пристрастие к выдумке, а по сути к искажению истории, об опасности чего нас все время предупреждают: это в своем роде вечная загадка патриотического кино»[11].

## В ролях
- Андрей Чернышов — капитан Семён Коновалов, командир танка[9]
- Владимир Епифанцев — сержант Сиитов, наводчик
- Ольга Погодина — Павла Чумак, инженер-технолог, жена Семёна Коновалова[9]
- Сергей Горобченко — майор Владимир Васильевич Кротов, замполит батальона
- Олег Фомин — младший лейтенант Рыков, старший военный техник
- Николай Добрынин — Басич, безногий хирург
- Василий Седых — младший сержант Богдан Шинкевич, механик-водитель
- Владимир Кочетков — Губкин, пулеметчик-радист
- Василий Степанов — Кантор, переводчик[12]
- Дмитрий Золотухин — Соболь
- Олег Чудницов — Армен

## Съёмочная группа
- Автор сценария: Валерия Байкеева при участии Константина Максимова
- Режиссёр-постановщик: Константин Максимов
- Оператор-постановщик: Елена Иванова
- Композитор: Олег Воляндо

## Прокат
9 сентября 2018 года состоялся специальный закрытый показ фильма для военнослужащих Таманской и Кантемировской дивизий; мероприятие было приурочено ко Дню танкиста.
Посещаемость в России (на 23.12.2018) 1 128 775 зрителей; кассовые сборы 258 620 279 руб.